# Marek Wojutyński Hulewicz
Marek Michajłowicz Wojutyński Hulewicz herbu Nowina (zm. w 1657 roku) – pisarz ziemski łucki w latach 1636–1657.
Deputat na Trybunał Główny Koronny w latach 1642/1643 z województwa wołyńskiego.